# Rzepniki (Białoruś)
Rzepniki (biał. Рэпнікі, Repniki; ros. Репники, Riepniki) – wieś na Białorusi, w obwodzie grodzieńskim, w rejonie lidzkim, w sielsowiecie Możejków, przy drodze magistralnej M6.

## Historia
W XIX i w początkach XX w. położone były w Rosji, w guberni wileńskiej, w powiecie lidzkim, w gminie Tarnowszczyzna.
W dwudziestoleciu międzywojennym wieś i folwark leżące w Polsce, w województwie nowogródzkim, w powiecie lidzkim, w gminie Tarnowo/Białohruda. W 1921 wieś liczyła 137 mieszkańców, zamieszkałych w 28 budynkach, wyłącznie Polaków. 109 mieszkańców było wyznania rzymskokatolickiego i 28 prawosławnego. Folwark liczył zaś 18 mieszkańców, zamieszkałych w 1 budynku, w tym 17 Polaków i 1 Żyda. 9 mieszkańców było wyznania rzymskokatolickiego i 9 prawosławnego..
Po II wojnie światowej w granicach Związku Sowieckiego. Od 1991 w niepodległej Białorusi.